# Machimus alticolus
Machimus alticolus är en tvåvingeart som beskrevs av Martin 1975. Machimus alticolus ingår i släktet Machimus och familjen rovflugor.
Artens utbredningsområde är Kalifornien. Inga underarter finns listade i Catalogue of Life.